# Cyclosorus productus
Cyclosorus productus là một loài thực vật có mạch trong họ Thelypteridaceae. Loài này được (Kaulf.) Ching mô tả khoa học đầu tiên năm 1941.